# カラフル・クリーム
| 専門評論家によるレビュー      | 専門評論家によるレビュー |
| レビュー・スコア              | レビュー・スコア         |
| 出典                          | 評価                     |
| ----------------------------- | ------------------------ |
| Allmusic                      | [ 2 ]                    |
| The Rolling Stone Album Guide | [ 3 ]                    |
| Sputnikmusic                  | [ 4 ]                    |

『カラフル・クリーム』 (Disraeli Gears) は、イギリスのロックバンド、クリームの2枚目のアルバム。1967年11月にリリースされ、イギリスのアルバムチャートで最高5位を記録した。またアメリカでは初のヒットとなって彼らにとってのブレークスルーとなり、アルバムチャートでは最高4位を記録した。オーストラリアでは2週間にわたってアルバムチャートの1位を記録し、アメリカでは年末のキャッシュボックスによる1968年のNo.1アルバムに選出された。本作からは2枚のシングル、「ストレンジ・ブルー」と「サンシャイン・ラヴ」がリリースされた。
アルバムタイトルはマラプロピズムに基づく。エリック・クラプトンは競技用の自転車を買うことを考えていて、ジンジャー・ベイカーと議論していた。彼等は居合わせたミック・ターナーというローディーが「ディレイラー・ギア（変速機）」を19世紀のイギリスの首相ベンジャミン・ディズレーリの名字と混同して「ディズレーリ・ギアを届けた」と言ったのを面白がって、その間違いを次のアルバムのタイトルに採用した。
11曲収録のオリジナルアルバムは1998年にリマスターが行われ、2004年には2枚組のデラックス・エディションとしてリリースされた。
1999年に本作はグラミーの殿堂入りを果たした。
2003年、本作はローリング・ストーン誌の『ローリング・ストーン誌が選ぶオールタイム・ベストアルバム500』で114位にランクされた。また、VH1は2001年にオールタイム・グレーテストアルバムの87位に選出している。2008年にはクラシック・ロック・アワーズを受賞した。

## 背景

### オリジナル盤
彼等は1967年3月25日から4月2日までニューヨークのマレー・ザ・Kの"Music in the 5th Dimension"での9回のコンサートに出演した後、ニューヨークのアトランティック・スタジオで本作を録音した。彼等のアメリカでのレーベル、アトコはアトランティック・レコードの全額出資子会社だった。
セッションのプロデューサーはニューヨークを拠点にアレンジャーや音楽プロデューサーとして活動していたフェリックス・パパラルディ、エンジニアはアトランティック・レコードのトム・ダウドだった。アトランティック・レコードのオーナー、アーメット・アーティガンも参加した。
ダウドによると、レコーディングは3日半で終了したという。そのまさしく最終日にメンバーのビザの有効期限が終了した。
11曲収録のオリジナルアルバムは1998年にポリグラム・スタジオでジョセフ・M・パルマシオによってリマスターが行われた。1998年の再リリースではオリジナルのアートワークに伴うボーナスの写真が封入された。

### デラックス・エディション
「カラフル・クリーム デラックス・エディション」は、モノラル盤、ステレオ盤、デモ、別テイクおよびBBCラジオでのセッションが収められた。その中にはクラプトンがリードボーカルを担当した「ブルー・コンディション」、ジャック・ブルースとピート・ブラウンの共作「ウイアード・オブ・ハーミストン」「ザ・クリアアウト」のデモなどが含まれた。

## アートワーク
アートワークはクラプトンと同じくチェルシーの「ザ・フェアサントリー」に住んでいたオーストラリア人の芸術家、マーティン・シャープが担当した。シャープはクリームの次作『クリームの素晴らしき世界』のアートワークも担当し、本作の収録曲「英雄ユリシーズ」、映画『七人の無法者』のテーマ曲「エニイワン・フォー・テニス」の詞をクラプトンに提供した。カバー用のメンバーの写真はアルバム『イエスタデイ・アンド・トゥデイ』（1966年）のジャケットに使用される予定だった作品などビートルズの写真で有名なボブ・ウィテカーが撮影した。
フロントカバーはサイケ調のコラージュで、中央にアルバムタイトル、その下にバンド名が位置し、周りが花で囲まれる。シャープはアルバムのサウンドを視覚的に捉えて「warm florescent sound」と描写した。
本作のカバーアートは編集盤『ゾーズ・ワー・ザ・デイズ』にも使用された。

## 楽曲スタイル
『カラフル・クリーム』は、クリームの音楽をメンバーのルーツであるブルースから遠く離れて、全くずっしりとしたよりサイケデリックな方向に変化させた。本作における最もブルース調のナンバーは「アウトサイド・ウーマン・ブルース」を改作した「テイク・イット・バック」で、召集令状を焼き捨てたアメリカ人学生にインスパイアされたジャック・ブルースによる曲である。オープニング・ナンバーの「ストレンジ・ブルー」は12小節のブルース「ロウディ・ママ」をベースとし、アルバート・キング風のギター・ソロがフィーチャーされる。

## 収録曲

### オリジナル盤
| #  | タイトル                                       | 作詞・作曲                                   | リードボーカル      | 時間 |
| -- | ---------------------------------------------- | -------------------------------------------- | ------------------- | ---- |
| 1. | 「ストレンジ・ブルー (Strange Brew)」          | Eric Clapton, Felix Pappalardi, Gail Collins | Eric Clapton        | 2:46 |
| 2. | 「サンシャイン・ラヴ (Sunshine of Your Love)」 | Jack Bruce, Pete Brown, Clapton              | Jack Bruce, Clapton | 4:10 |
| 3. | 「苦しみの世界 (World of Pain)」               | Pappalardi, Collins                          | Clapton, Bruce      | 3:03 |
| 4. | 「夜通し踊ろう (Dance the Night Away)」        | Bruce, Brown                                 | Bruce, Clapton1     | 3:34 |
| 5. | 「ブルー・コンディション (Blue Condition)」    | Ginger Baker                                 | Ginger Baker        | 3:29 |

| #  | タイトル                                                   | 作詞・作曲                              | リードボーカル         | 時間 |
| -- | ---------------------------------------------------------- | --------------------------------------- | ---------------------- | ---- |
| 1. | 「英雄ユリシーズ (Tales of Brave Ulysses)」                | Clapton, Martin Sharp                   | Bruce                  | 2:46 |
| 2. | 「スーラバー (SWLABR)」                                    | Bruce, Brown                            | Bruce                  | 2:32 |
| 3. | 「間違いそうだ (We're Going Wrong)」                       | Bruce                                   | Bruce                  | 3:26 |
| 4. | 「アウトサイド・ウーマン・ブルース (Outside Woman Blues)」 | Arthur Reynolds, arr. Clapton           | Clapton                | 2:24 |
| 5. | 「テイク・イット・バック (Take It Back)」                  | Bruce, Brown                            | Bruce                  | 3:05 |
| 6. | 「マザーズ・ラメント (Mother's Lament)」                   | Traditional, arr. Clapton, Bruce, Baker | Baker, Bruce, Clapton2 | 1:47 |

1. ^2パートのハーモニー
2. ^3パートのハーモニー

### デラックス・エディション (2004)
| オリジナル盤 トラック 1-11 アウトテイク 1. ロウディ・ママ (Lawdy Mama) - version 1 3 (Traditional, arr. Clapton) - 2:00 Recorded 3 April 1967 at Atlantic Studios Recorded by Ahmet Ertegun 1. ブルー・コンディション (Blue Condition) - alternate version (Baker) - 3:13 Eric Clapton vocal, previously unreleased デモ 3 1. 間違いそうだ (We're Going Wrong) (Bruce) - 3:49 2. ヘイ・ナウ・プリンセス (Hey Now, Princess) (Bruce, Brown) - 3:31 3. スーラバー (SWLABR) (Bruce, Brown) - 4:30 4. ウイアード・オブ・ハーミストン (Weird of Hermiston) (Bruce, Brown) - 3:12 5. ザ・クリアアウト (The Clearout) (Bruce, Brown) - 3:58 Recorded 15 March 1967 at Ryemuse Studios, London | オリジナル盤およびアウトテイク トラック 1-13 BBCセッションズ 4 1. ストレンジ・ブルー (Strange Brew) (Clapton, Pappalardi, Collins) - 3:00 2. 英雄ユリシーズ (Tales of Brave Ulysses) (Clapton, Sharp) - 2:55 3. 間違いそうだ (We're Going Wrong) (Bruce) - 3:25 Recorded 30 May 1967, broadcast 3 June on BBC Light Programme 1. 悪い星の下に (Born Under a Bad Sign) (Booker T. Jones, William Bell) - 3:03 2. アウトサイド・ウーマン・ブルース (Outside Woman Blues) (Reynolds) - 3:18 3. テイク・イット・バック (Take It Back) (Bruce, Brown) - 2:17 Recorded 24 October 1967, broadcast 29 October on BBC Radio 1 1. 政治家 (Politician) (Bruce, Brown) - 3:59 2. スーラバー (SWLABR) (Bruce, Brown) - 2:32 3. ステッピン・アウト (Steppin' Out) (James Bracken) - 3:37 Recorded 9 January 1968, broadcast 14 January on BBC Radio 1 |

1. ^『ゾーズ・ワー・ザ・デイズ』（ボックスセット）で発表済み。
2. ^『BBCライヴ』で発表済み。

## パーソネル
クリーム
- ジンジャー・ベイカー - ドラムス、パーカッション、ボーカル
- ジャック・ブルース - ベース、 ピアノ、ボーカル、ハーモニカ
- エリック・クラプトン - リードギター、リズムギター、12弦ギター、ボーカル

制作
- フェリックス・パパラルディ - プロデューサー
- トム・ダウド - レコーディング・エンジニア
- ボブ・ウィテカー - カバー写真
- マーティン・シャープ - カバーアート
- ジム・マーシャル - 追加写真

## チャート

### アルバム
| チャート (1967)                     | 最高位 |
| ----------------------------------- | ------ |
| フィンランド (Finnish Albums Chart) | 1      |
| UK (Top 40 Albums)                  | 5      |
| ノルウェー (Top 40 Albums)          | 16     |

| チャート (1968)                                            | 最高位 |
| ---------------------------------------------------------- | ------ |
| US Billboard 200                                           | 4      |
| US Cash Box Top 100 Pop Albums Year-End Chart              | 1      |
| オーストラリア Australian Albums Chart (Kent Music Report) | 1      |
| カナダ (RPM Top 50 Albums)                                 | 10     |

| チャート (2010)          | 最高位 |
| ------------------------ | ------ |
| ギリシャ (Top 50 Albums) | 29     |

### シングル
| 年         | シングル                              | 順位              | 順位      |
| 年         | シングル                              | Billboard Hot 100 | UK Top 40 |
| ---------- | ------------------------------------- | ----------------- | --------- |
| 1967年6月  | "ストレンジ・ブルー"/"英雄ユリシーズ" | -                 | 17位      |
| 1967年10月 | "サンシャイン・ラヴ"/"スーラバー"     | 5位               | 25位      |

## 認証
RIAAによる認証
| 認証団体   | レベル   | 日付           |
| ---------- | -------- | -------------- |
| RIAA - USA | ゴールド | 1968年5月22日  |
| RIAA - USA | プラチナ | 1993年10月11日 |

## リリース年月日
| 地域           | 日付       | レーベル                          | フォーマット                | カタログ番号  |
| -------------- | ---------- | --------------------------------- | --------------------------- | ------------- |
| イギリス       | 1967年11月 | リアクション・レコード            | モノラル LP                 | 593 003       |
| イギリス       | 1967年11月 | リアクション・レコード            | ステレオ LP                 | 594 003       |
| アメリカ合衆国 | 1967年11月 | アトコ・レコード                  | モノラル LP                 | 33-232        |
| アメリカ合衆国 | 1967年11月 | アトコ・レコード                  | ステレオ LP                 | SD 33-232     |
| ドイツ         | 1967年11月 | ポリドール・レコード              | ステレオ LP                 | 184 105       |
| 日本           | 1968年5月  | ポリドール・レコード              | ステレオ LP                 | MP-1390       |
| アメリカ合衆国 | 1977年     | RSOレコード                       | LP                          | RS 1-3010     |
| アメリカ合衆国 | 1986年     | ポリドール・レコード              | CD                          | 823 636-2     |
| アメリカ合衆国 | 2004年     | ポリドール・レコード/クロニクルズ | デラックス・エディション CD | B0003331-02   |
| イギリス       | 2004年     | ポリドール・レコード              | デラックス・エディション CD | 0602498193129 |